# Zwickau
Zwickau (phát âm tiếng Đức: [ˈtsvɪkaʊ̯]) là thành phố thủ phủ huyện Zwickau và là thành phố trung tâm ở tây nam Sachsen. Thành phố nằm ở trong một thung lũng tại chân núi Erzgebirge. Sau Leipzig, Dresden và Chemnitz, đây là thành phố lớn nhất ở bang Sachsen, là một phần của vùng kinh tế Chemnitz-Zwickau.
Leipzig-Halle, Dresden và Chemnitz-Zwickau được gọi là Tam giác vùng đô thị Sachsen. Zwickau có dân số xấp xỉ 100.000 người và được kết nối đường bộ bởi các tuyến A72 và A4, cùng với đường ray tại ga chính (Zwickau-Hbf). Sông dài 166 km Zwickauer Mulde có tòa Lâu đài Colditz. Con đường Bạch nối Dresden với Zwickau. Các thành phố gần Zwickau là Chemnitz (33 km), Dresden (110 km về phía đông), Gera (33 km về phía tây bắc) và Leipzig (70 km về phía bắc).
Zwickau giáp với Mülsen, Reinsdorf, Wilkau-Haßlau, Hirschfeld (Verwaltungsgemeinschaft Kirchberg), Lichtentanne, Werdau, Neukirchen, Crimmitschau, Dennheritz (Verwaltungsgemeinschaft Crimmitschau) và Glauchau.

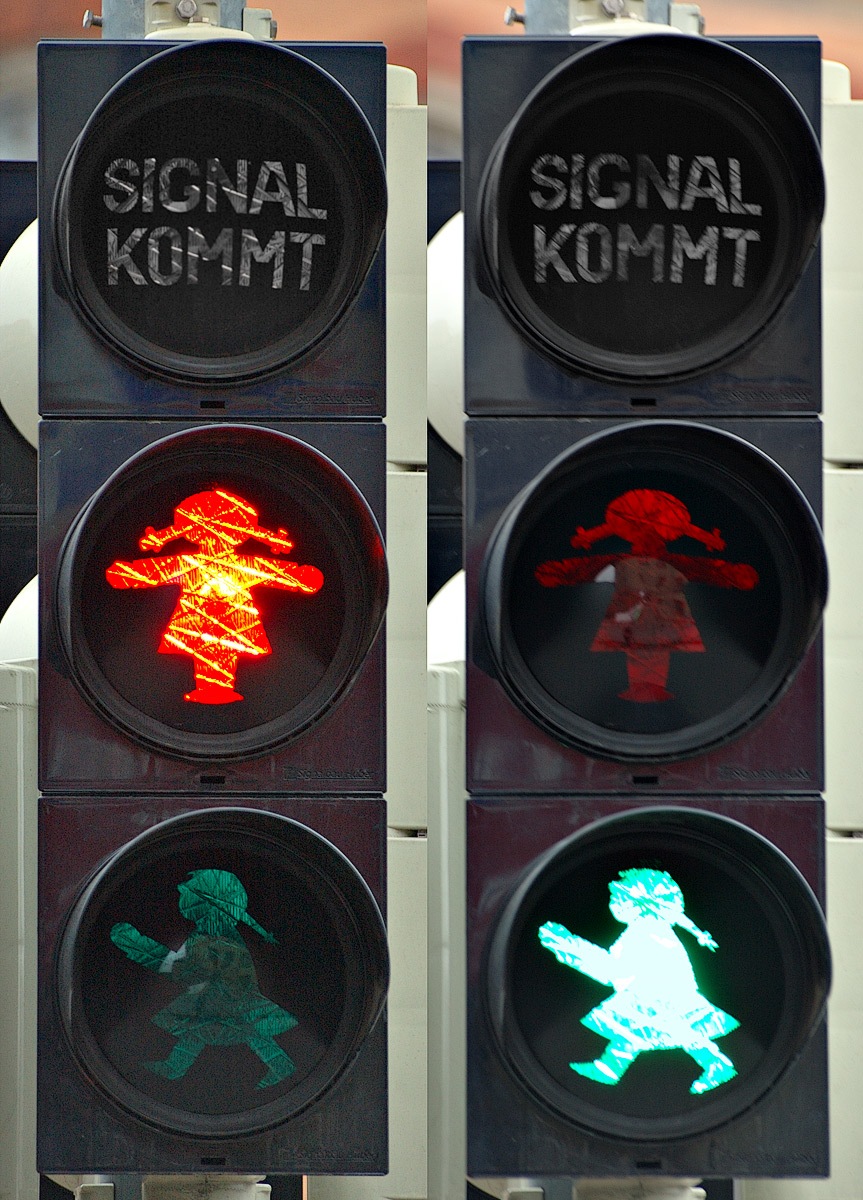
Ampelfrau

## Các phường
- Mitte (Trung tâm)
  - Innenstadt
  - 12 Mitte-Nord
  - 13 Mitte-West
  - 14 Mitte-Süd
  - 15 Nordvorstadt
- Ost (Đông)
  - 21 Gebiet Äußere Dresdner Straße/Pöhlauer Straße
  - 22 Eckersbach Siedlung
  - 23 Pöhlau
  - 24 Auerbach
  - 25 Eckersbacher Höhe (E5/1)
  - 26 Eckersbacher Höhe (E5/2-3)
  - 27 Eckersbacher Höhe (E1-E4)
  - 28 Gebiet Talstraße/Trillerberg

- Nord (Bắc)
  - 31 Pölbitz
  - 32 Weißenborn
  - 33 Niederhohndorf
  - 34 Hartmannsdorf
  - 35 Oberrothenbach¹
  - 36 Mosel ¹
  - 37 Crossen¹
  - 38 Schneppendorf
  - 39 Schlunzig ¹
- West (Tây)

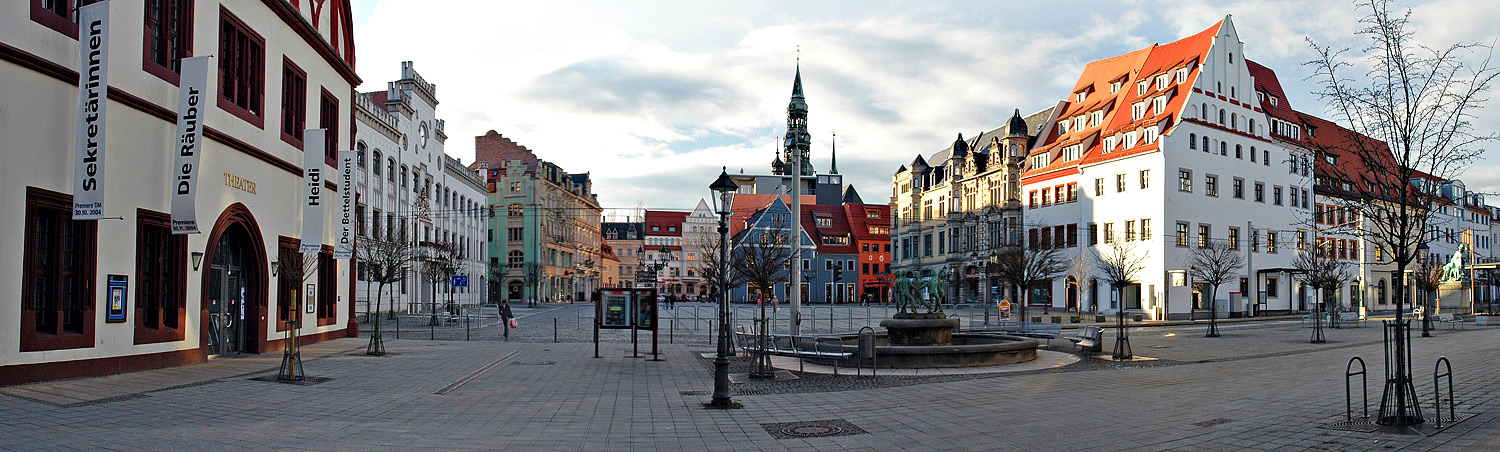
The main market of Zwickau

  - 41 Gebiet Reichenbacher Straße und Freiheitssiedlung
  - 42 Marienthal-Ost
  - 43 Marienthal-West
  - 44 Brand
- Süd (South)
  - 51 Bockwa
  - 52 Oberhohndorf
  - 53 Schedewitz/Geinitzsiedlung
  - 54 Niederplanitz
  - 55 Neuplanitz
  - 56 Hüttelsgrün
  - 57 Oberplanitz
  - 58 Rottmannsdorf ¹
  - 59 Cainsdorf ¹

## Kết nghĩa
- Jablonec nad Nisou, Cộng hòa Séc, từ năm 1971
- Zaanstad, Hà Lan, từ năm 1987
- Dortmund, North Rhine-Westphalia, Đức, từ năm 1988